# عدد ستريل

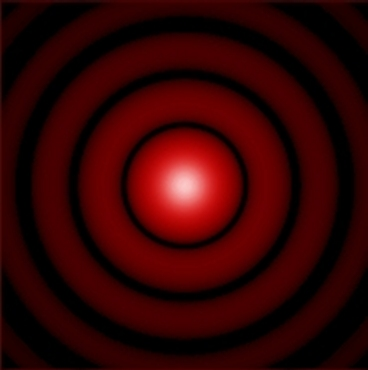

عدد ستريل في علم الفلك والبصريات (بالإنجليزية: Strehl ) أو نسبة ستريل هي مقياس للجودة البصرية للتلسكوبات وغيرها من الأجهزة البصرية. وهو عدد مسمى باسم الفيزيائي الألماني وعالم الرياضيات "كارل ستريل"(1864–1940).
عرف عدد ستريل بانه النسبة بين شدة الضوء المرئية في وسط صورة لمصدر ضوئي نقطي إلى الشدة النظرية لنظام بصري مثالي، بحيث تكون لجهاز ينتج صورة مثالية نسبة ستريل قدرها 1.
فمثلا التلسكوب الثنائي الكبير بلغ تباين الصورة فيه إلى عدد ستريل قدره 84و0 ، وهذا قريب من الصورة المثالية التي يكون عدد ستريل لها مساويا 1.

## اقرأ أيضا
- التلسكوب الثنائي الكبير
- قياس التداخل
- جهاز تداخل صفري
- مقياس ميكلسون للتداخل
- تذبذب
- مقدمة موجة
- طور موجة
- مطال
- حيود براج
- حيود النيوترونات
- تلسكوب